# Rwanda na Letnich Igrzyskach Olimpijskich 2012
Rwandę na Letnich Igrzyskach Olimpijskich 2012, które odbyły się w Londynie, reprezentowało 7 zawodników.
Był to ósmy start reprezentacji Rwandy na letnich igrzyskach olimpijskich.

## Reprezentanci

### Judo
Mężczyźni
| Zawodnik           | Konkurencja | 1/32             | 1/16                         | 1/8              | Ćwierćfinał      | Półfinał         | Repasaż 1        | Repasaż 2        | Finał            | Finał   |    |
| Zawodnik           | Konkurencja | Przeciwnik Wynik | Przeciwnik Wynik             | Przeciwnik Wynik | Przeciwnik Wynik | Przeciwnik Wynik | Przeciwnik Wynik | Przeciwnik Wynik | Przeciwnik Wynik | Pozycja |    |
| ------------------ | ----------- | ---------------- | ---------------------------- | ---------------- | ---------------- | ---------------- | ---------------- | ---------------- | ---------------- | ------- | -- |
| Fred Yannick Uwase | -73 kg      | BYE              | Bruno Mendonca P 0000 - 0100 | NQ               | NQ               | NQ               | NQ               | NQ               | NQ               | NQ      | NQ |

### Kolarstwo

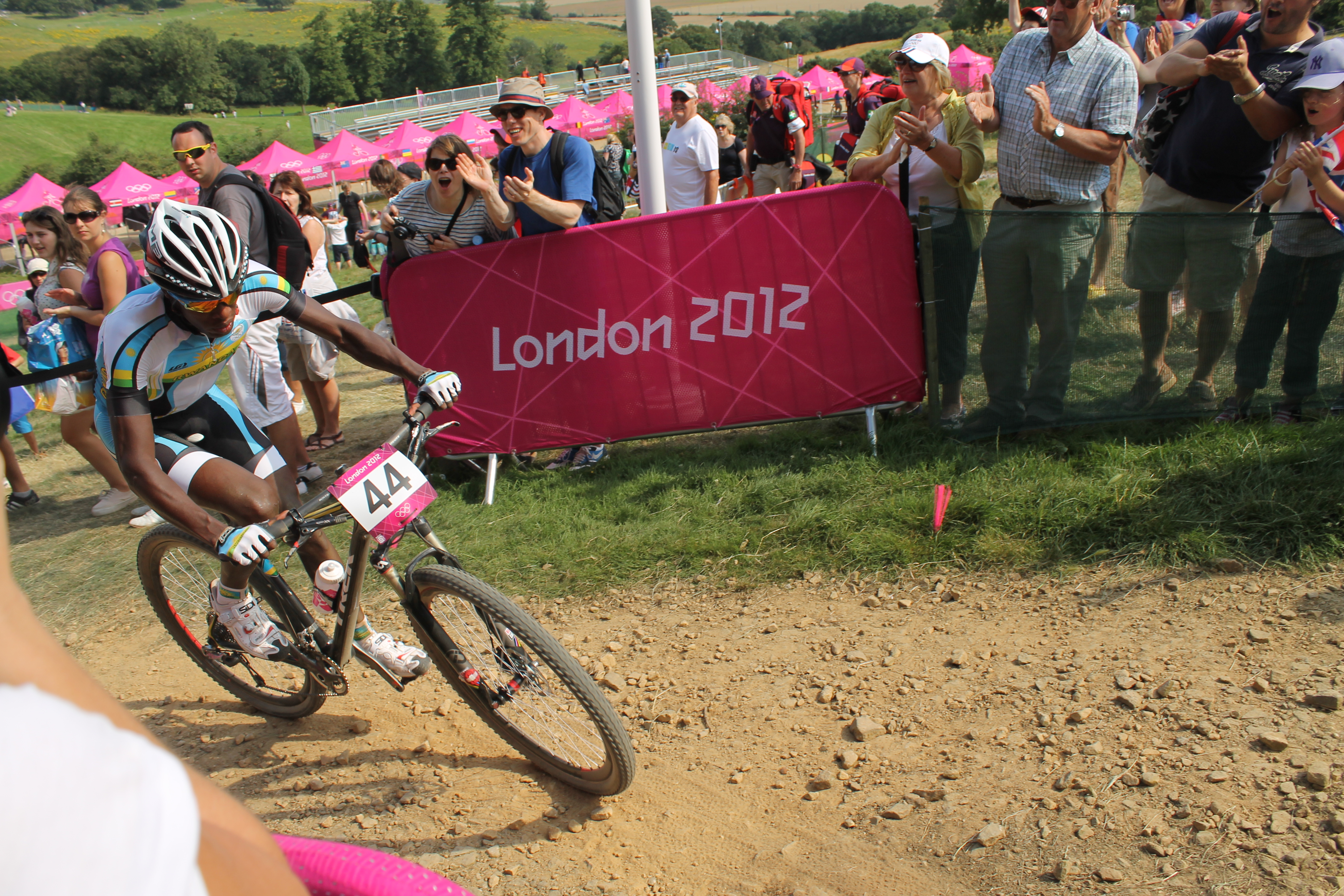
Adrien Niyonshuti

Mężczyźni
| Zawodnik          | Konkurencja   | Czas    | Pozycja |
| ----------------- | ------------- | ------- | ------- |
| Adrien Niyonshuti | cross-country | 1:42:46 | 39.     |

### Lekkoatletyka
Kobiety
| Zawodniczka           | Konkurencja | Preeliminacje | Preeliminacje | Eliminacje | Eliminacje | Półfinał | Półfinał | Finał   | Finał   |
| Zawodniczka           | Konkurencja | Wynik         | Miejsce       | Wynik      | Miejsce    | Wynik    | Miejsce  | Wynik   | Miejsce |
| --------------------- | ----------- | ------------- | ------------- | ---------- | ---------- | -------- | -------- | ------- | ------- |
| Claudette Mukasakindi | Maraton     | —             | —             | —          | —          | —        | —        | 2:51:07 | 101.    |

Mężczyźni
| Zawodnik              | Konkurencja     | Preeliminacje | Preeliminacje | Eliminacje | Eliminacje | Półfinał | Półfinał | Finał       | Finał   |
| Zawodnik              | Konkurencja     | Wynik         | Miejsce       | Wynik      | Miejsce    | Wynik    | Miejsce  | Wynik       | Miejsce |
| --------------------- | --------------- | ------------- | ------------- | ---------- | ---------- | -------- | -------- | ----------- | ------- |
| Robert Kajuga         | Bieg na 10000 m | —             | —             | —          | —          | —        | —        | 27:56.67 PB | 14.     |
| Jean Pierre Mvuyekure | Maraton         | —             | —             | —          | —          | —        | —        | 2:30:19     | 79.     |

### Pływanie
Kobiety
| Zawodniczka        | Konkurencja   | Eliminacje | Eliminacje | Półfinał | Półfinał | Finał | Finał   |
| Zawodniczka        | Konkurencja   | Czas       | Miejsce    | Czas     | Miejsce  | Czas  | Miejsce |
| ------------------ | ------------- | ---------- | ---------- | -------- | -------- | ----- | ------- |
| Alphonsine Agahozo | 50 m dowolnym | 30.72      | 58.        | NQ       | NQ       | NQ    | NQ      |

Mężczyźni
| Zawodnik           | Konkurencja   | Eliminacje | Eliminacje | Półfinał | Półfinał | Finał | Finał   |
| Zawodnik           | Konkurencja   | Czas       | Miejsce    | Czas     | Miejsce  | Czas  | Miejsce |
| ------------------ | ------------- | ---------- | ---------- | -------- | -------- | ----- | ------- |
| Jackson Niyomugabo | 50 m dowolnym | 27.38      | 52.        | NQ       | NQ       | NQ    | NQ      |